# Jamaica i olympiska vinterspelen 2014
Jamaica deltog i de Olympiska vinterspelen 2014 i Sotji i Ryssland med en trupp på 2 aktiva. Fanbärare i den jamaicanska truppen på invigningen i Sotjis Olympiastadion var bobåkaren Marvin Dixon.. 
Jamaicas boblag blev uppmärksammat inför OS, eftersom de startade en insamling för att ha råd att åka till OS, och för att kunna köpa utrustning. De fick in en miljon kronor, sedan hölls en presskonferens där de bad att folk skulle sluta skicka pengar.

## Idrottare
- Marvin Dixon
- Winston Watt

### Resultat
| Idrottare                 | Tävling      | Åk 1  | Åk 1 | Åk 2  | Åk 2 | Åk 3  | Åk 3 | Åk 4            | Åk 4            | Totalt  | Totalt |
| Idrottare                 | Tävling      | Tid   | Rank | Tid   | Rank | Tid   | Rank | Tid             | Rank            | Tid     | Rank   |
| ------------------------- | ------------ | ----- | ---- | ----- | ---- | ----- | ---- | --------------- | --------------- | ------- | ------ |
| Marvin Dixon Winston Watt | Tvåmanna-bob | 58.42 | 30   | 58.81 | 30   | 58.17 | 29   | Avancerade inte | Avancerade inte | 2:55.40 | 29     |